# Jak Alnwick
Jak Alnwick (ur. 17 czerwca 1993 w Hexham) – angielski piłkarz występujący na pozycji bramkarza w Rangers.

## Kariera Klubowa

### Newcastle United
Alnwick dołączył do klubu w 2008 roku, przychodząc z Sunderlandu, czyli największego rywala Newcastle United. W 2011 roku dostał nagrodę najlepszego młodocianego zawodnika.
4 lipca 2014 roku Alnwick podpisał nowy dwuletni kontrakt. Debiut w pierwszym zespole Newcastle, nastąpił 6 grudnia 2014 roku. Anglik wszedł w 86 minucie meczu z Chelsea, po tym jak Rob Elliot doznał kontuzji. Newcastle wygrał 2-1. Alnwick zaliczył występ w pucharze ligi angielskiej. Ten mecz nie mógł zaliczyć do udanych, ponieważ popełnił błąd po którym Nabil Bentaleb otworzył wynik spotkania. Newcastle United poniósł klęskę przegrywając mecz 0-4. 21 grudnia 2014 roku odbyły się Derby Tyne–Wear, w których Anglik wystąpił po raz pierwszy. Sunderland wygrał mecz 1-0. Alnwick nie miał szans przy strzale Adama Johnsona.

#### Gateshead
We wrześniu 2011 roku został wypożyczony do Gateshead, który wtedy występował w Conference National.